# Amparo (tiểu vùng)
Amparo là một tiểu vùng thuộc bang São Paulo, Brasil. Tiều vùng này có diện tích 1629 km², dân số năm 2007 là 161278 người.